# Theodor Kirchhoff (Mediziner)

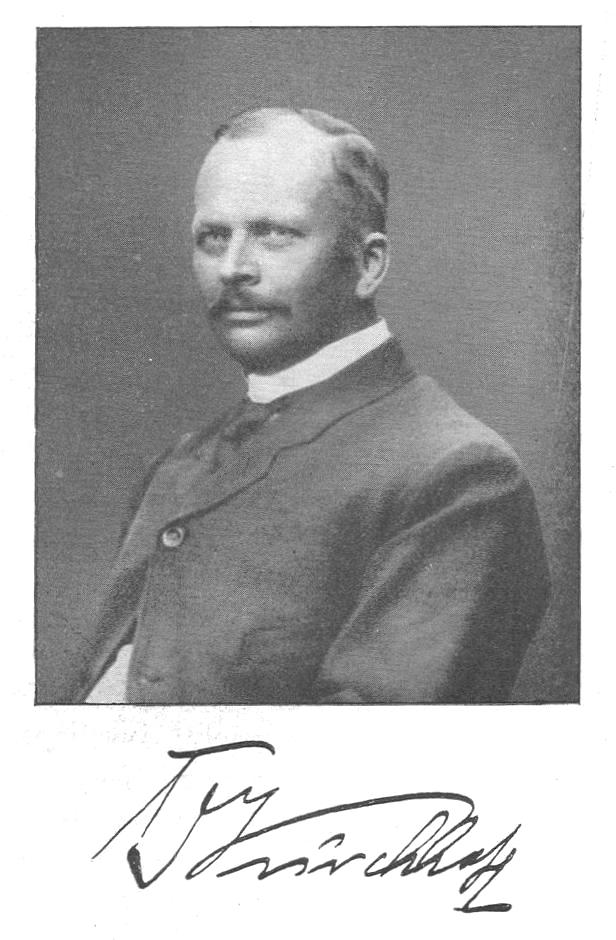
Theodor Kirchhoff

Theodor Kirchhoff (* 27. Juni 1853 in Moers; † 28. Oktober 1922 in Schleswig) war ein deutscher Psychiater und Psychiatriehistoriker. Er gab unter anderem eine umfassende Sammlung von Forscherbiografien unter dem Titel Deutsche Irrenärzte heraus.
Kirchhoff war Direktor der Provinzial-Pflegeanstalt bei Neustadt in Holstein und lehrte darüber hinaus als Privatdozent für Psychiatrie an der Universität Kiel.

## Schriften (Auswahl)
- Ueberblicke über die Geschichte der deutschen Irrenpflege im Mittelalter. In: Allgemeine Zeitschrift für Psychiatrie und psychiatrisch-gerichtliche Medizin. Band 43, Heft 1, 1887, S. 61–103.
- Beziehungen des Dämonen- und Hexenwesens zur deutschen Irrenpflege. In: Allgemeine Zeitschrift für Psychiatrie und psychiatrisch-gerichtliche Medizin. Band 44, Heft 4, 1888, S. 329–398.
- Grundriß einer Geschichte der deutschen Irrenpflege. Berlin 1890.
- Grundriss der Psychiatrie für Studierende und Ärzte. Deuticke, Leipzig, Wien 1899.
- Geschichte der Psychiatrie. In: Gustav Aschaffenburg (Hrsg.): Handbuch der Psychiatrie, Allgemeiner Teil, Abt. 1–5, Spezieller Teil, Abt. 1–7. Leipzig/ Wien 1911–1915, Allgemeiner Teil, Abt. 4, S. 1–48.
- Der Gesichtsausdruck und seine Bahnen beim Gesunden und Kranken, besonders beim Geisteskranken. Springer, Berlin 1922.
- als Hrsg.: Deutsche Irrenärzte. Einzelbilder ihres Lebens und Wirkens. 2 Bände. Hrsg. mit Unterstützung der Deutschen Forschungsanstalt für Psychiatrie in München. Springer, Berlin 1921–1924.